# L'Ami y'a bon
L'Ami y'a bon es una película del año 2004.

## Sinopsis
Francia declara la guerra a Alemania en 1939. Las colonias francesas representan una importante reserva de hombres. Aby es llamado a filas, debe salvar a la madre patria. Deja su país, Senegal, y va a Francia. La debacle del ejército francés hace que Aby acabe en un campo de prisioneros en Alemania. No volverá a su país hasta 1945, después de ser liberado.

## Premios
- Festival de Cinéma de Contis, France 2005.